# Cá heo vạch
Cá heo xanh đuôi đỏ, cá heo đuôi đỏ, cá heo vạch hay cá nanh heo, tên thông dụng cá heo miền tây có danh pháp khoa học: Yasuhikotakia modesta (trước đây là Botia modesta) là một loài cá nước ngọt trong họ Botiidae thuộc bộ cá chép (Cypriniformes).

## Phân bố
Phân bố ở lưu vực sông Mêkông, Chao Phraya và Mê-Kông (Thái Lan, Lào, Campuchia và Việt Nam). Đây là loài cá có kích thước nhỏ, thịt ngon được nhiều người ưa chuộng, sản lượng tương đối nên có giá trị kinh tế nhất định, tuy nhiên cá có màu sắc đẹp nên nhiều nơi thuần hoá thành cá cảnh. Ở Việt Nam, cá thường phân bố trong các lưu vực sông nước chảy, lưu vực sông Tiền, sông Hậu cũng như các kênh cấp thoát nước lớn. 

## Đặc điểm
Chúng có kích thước từ 6,1-8,4 cm ứng với trọng lượng từ 3,1-9,5g. Kích thước cá lớn nhất có thể đạt 15 cm. Con lớn có chiều dài khoảng 10 cm, bằng 3 ngón tay. Khi bắt lên khỏi mặt nước có tiếng kêu éc éc, giống tiếng kêu của heo. Cá heo có kích thước nhỏ, cơ thể dẹp bên. Trên thân có phủ một lớp vẩy nhỏ rất mịn.
Cơ thể cá có màu xanh phần bụng hơi tráng bạc. Vi lưng, vi đuôi, vi hậu môn có màu vàng cam. Tia vi mềm không có gai cứng. Trên cuống đuôi có một chấm đen. Cơ quan đường bên nằm giữa trục thân. Vi hậu môn tách rời khỏi vi đuôi. Cá có miệng dưới, trước miệng có 2 đôi râu. Mắt nhỏ, trước mắt có 2 gai nhọn. Lỗ mang hẹp, màng mang dính với eo mang.

## Tập tính
Cá heo xanh đuôi đỏ thích ăn về ban đêm, sống chui rúc ở đáy hồ, và thích đào bới nền cát ở dưới đáy hồ. Chúng ăn từ giáp xác, côn trùng đến trùn và ốc. Cá thích ăn ốc và là chuyên ăn các loại ốc nhỏ trong bể thủy sinh. Cá hoạt động nhiều về đêm, ưa ánh sáng dịu. Ruột có vai trò là cơ quan hô hấp phụ giúp cá đớp khí trực tiếp.
Cá đẻ trứng, hiện khó sinh sản nhân tạo có lẽ một phần do tập tính di cư sinh sản rất mạnh của cá ngoài tự nhiên. Sau khi đẻ khoảng tháng 5-6, ấu trùng trôi theo nước lũ đang lên vào các vùng ngập mước. Cá kiếm mồi và lớn lên ở đó cho đến đầu mùa khô khi nước bắt đầu rút cá di chuyển đến các sông đến nơi ẩn náu vào mùa khô ở các vực sâu trên sông Mekong. Cá thường trú ẩn trong các hốc đá, trụ cầu, thỉnh thoảng cũng bắt gặp cá xuất hiện trong các ao hồ nước tĩnh.